# Birrwil
Birrwil est une commune suisse du canton d'Argovie, située dans le district de Kulm.

Vue aérienne (1964).